# Martín del Río (teólogo)

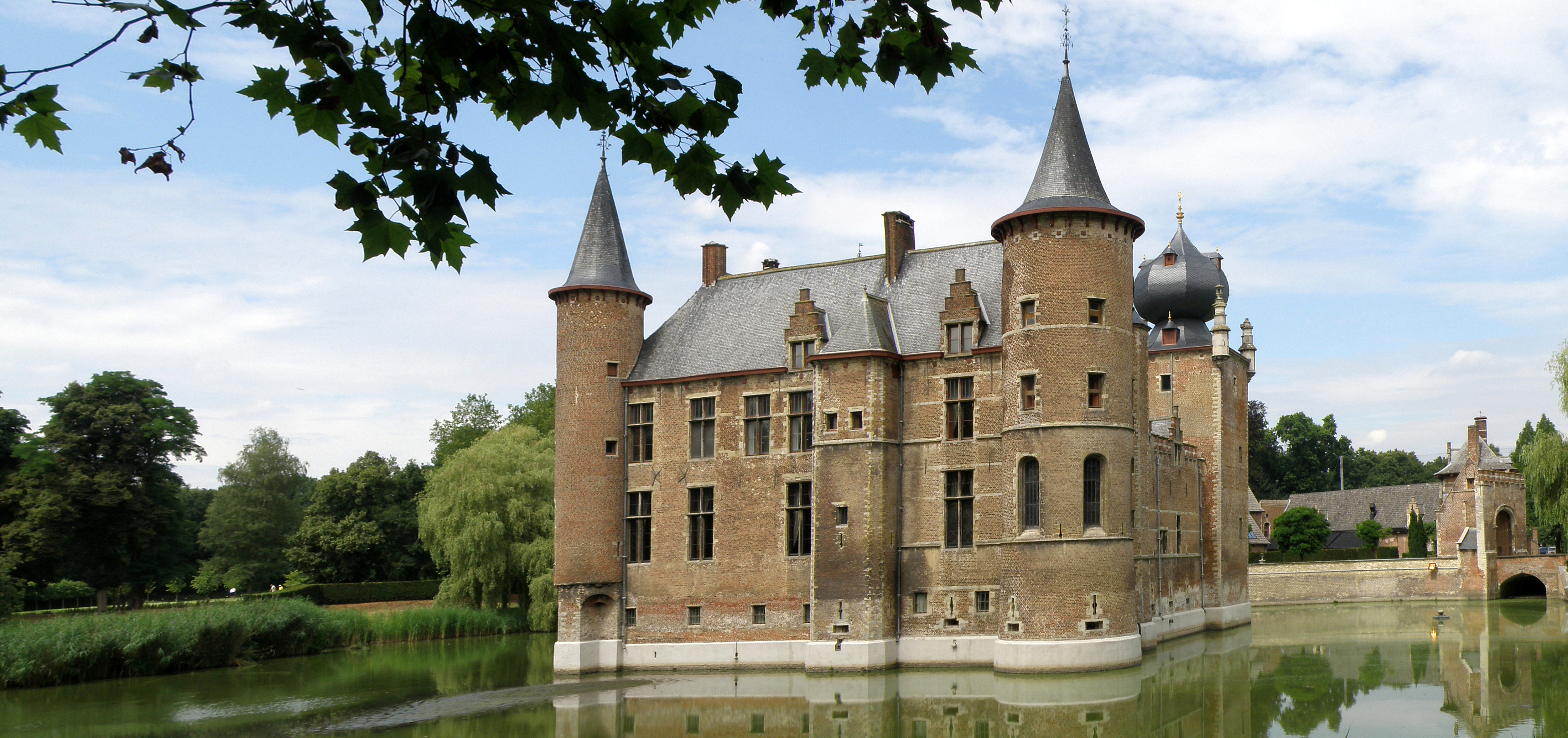
Castillo de Cleydael, parte del señorío Delrío

Martin Antoine Del Rio o Martín Antonio del Río o Delrío y López de Villanueva (Amberes, 17 de mayo de 1551-Lovaina,  19 de octubre de 1608) fue un filólogo, historiador, humanista, jurisconsulto y teólogo jesuita que usó a veces los nombres anagramáticos de Rolandus Mirteus Onatinus, Rolandus Natin Onatinus, Rolando Natin Miriteo, Orlando Nano de Miriteo y Liberio Sanga Verino. 

## Biografía

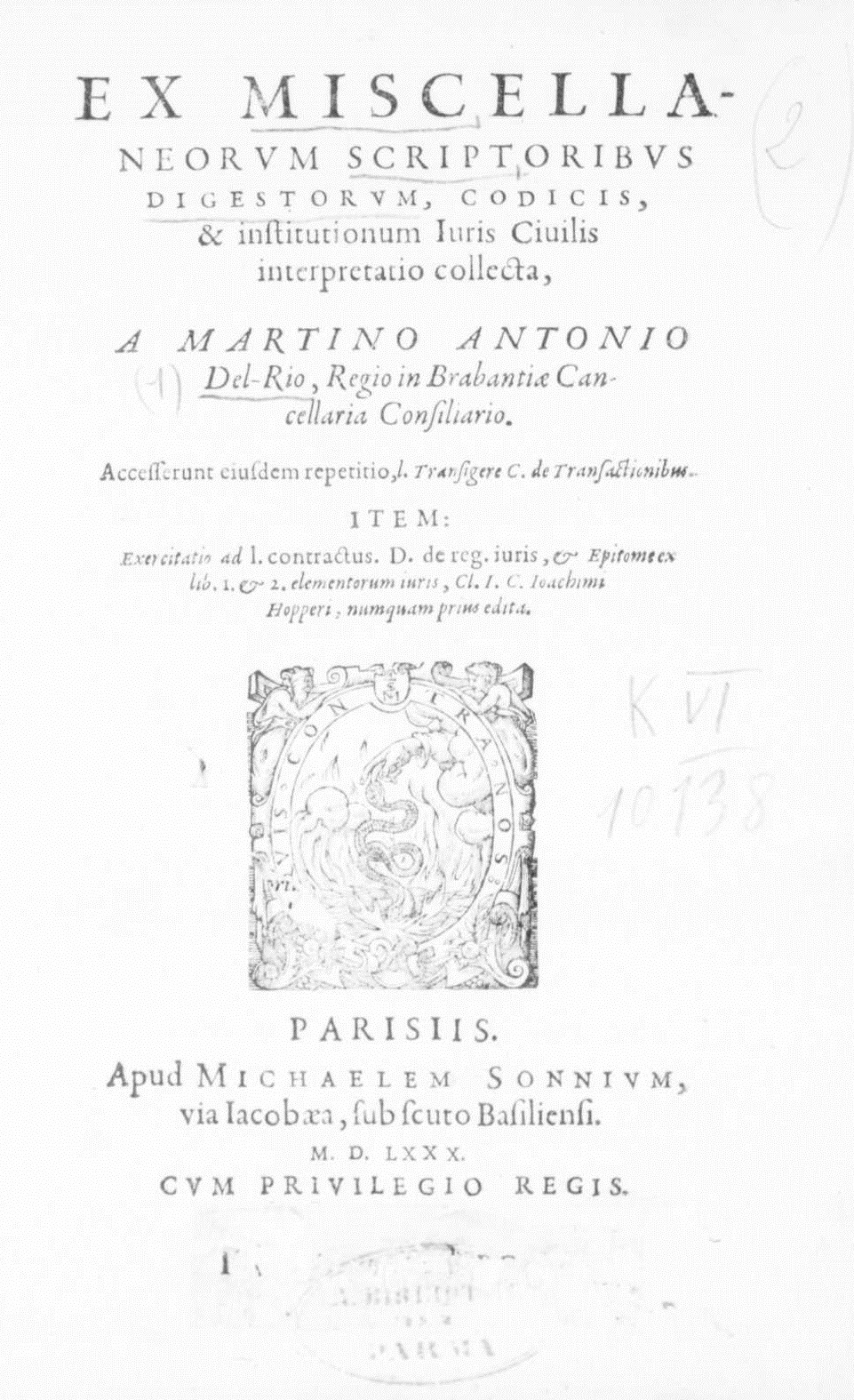
Ex miscellaneorum scriptoribus digestorum, codicis et institutionum iuris civilis interpretatio, 1580

Nacido en Flandes, descendía de una familia de juristas españoles en la que había a la vez antecedentes montañeses de Cantabria y judíos (mercaderes de lana de Burgos, pero establecidos en Brujas y luego en Amberes). Además era primo segundo por el lado materno del famoso ensayista francés Michel de Montaigne. Su padre, Antonio, compró en 1557 el señorío de Cleydael cerca de Aartselaar, en cuyo castillo instaló una biblioteca de más de mil volúmenes, y se casó en 1549 con Eleanora López, hija del riquísimo comerciante español Martín López.
Esta familia y sus abundantes ramificaciones eran uno de los pilares del poder español en los Países Bajos: suministraba funcionarios leales a Felipe II, muy diestros y conocedores del país; Margarita de Parma y el duque de Alba, entre otros, se albergaron en la casa paterna; su tío Luis Delrío fue nombrado juez del Consejo de Tumultos instituido por el duque de Alba para castigar a los rebeldes y en 1573 formó parte del Consejo privado; en ese mismo año, el padre de Martín Antonio fue nombrado tesorero general de confiscaciones. El propio Martín Antonio fue nombrado consejero de la Cancillería de Brabante en 1575 y, de vuelta a Flandes, sirvió como auditor general y desde 1577 como vicecanciller de Brabante al nuevo gobernador general Juan de Austria. Como es natural, su familia era la diana de todos los odios de los rebeldes calvinistas en concreto y de los protestantes en general. Al final, tuvieron que sufrir las represalias: cuando ya concluía el año de 1576 los rebeldes saquearon el castillo de Cleydael y quemaron la mitad de la biblioteca; en 1578 apresaron al padre y al tío paterno de Martín Antonio y, aunque ambos fueron libertados por don Juan de Austria; Antonio tuvo que huir a Portugal y su hermano Luis murió poco después en Tienen; Martín Antonio además tuvo que abandonar los Países Bajos tras el fallecimiento de su protector Juan de Austria.
Tal vez por ello Antonio Martín se entregó a las letras e ingresó en Valladolid en la Compañía de Jesús el 9 de mayo de 1580. Había estudiado latín y griego en el colegio jesuita de Lier y se benefició de la abundante biblioteca paterna; en 1563, con solo doce años, su padre lo había inscrito en la universidad de Lovaina, donde luego estudió Filosofía, Ética, Derecho, hebreo y caldeo además en París, Douai y Salamanca, donde se doctoró en ambos derechos, civil y canónico (in utriusque iure) en 1574. Desde muy pronto destacó en filología, llegando a hablar y traducir nueve lenguas (latín, griego, hebreo, caldeo, neerlandés, español, francés, alemán e italiano), por lo que estudiará y editará clásicos latinos (hizo una edición crítica de Claudiano, otras de Solino, Ennio y los epítomes de Tito Livio, y la edición crítica de las tragedias de Séneca, el trabajo del que más orgulloso estaba). En el curso de estos trabajos humanísticos trató y se carteó con numerosos eruditos, como André Schott, Willem Canter y Justo Lipsio. 
Cuando concluyó cuatro años de su noviciado, resolvió volver a Flandes como misionero y para terminar sus estudios en Teología; en 1584 se ha documentado que pasó dos años en Burdeos, donde es posible que visitara a su alcalde y primo segundo, el pensador Michel de Montaigne. En 1585, caída Amberes, ya estaba en Flandes y completó sus estudios teológicos en Lovaina y Maguncia. Luego enseñó Teología en Douai y Lieja. Fue ordenado sacerdote en 1589, en Lovaina. En sus escritos atacó cada vez más la filosofía del neoestoicismo y desempeñó un papel importante en la conversión al catolicismo de Justo Lipsio y su vuelta a Lovaina en 1591; en 1597 se trasladó a la recién erigida Universidad de Graz (Austria), donde obtuvo el título de doctor en Teología. Los años siguientes los pasó en Lovaina, hasta que en 1602, al morir su madre, volvió a España, donde desde 1603 enseñó Sagradas Escrituras en la Universidad de Salamanca. Su postura teológica era conservadora, pero pese a todo despertó los recelos de sus compañeros y la Inquisición, aunque nunca se construyó una acusación firme contra él. De frágil salud durante toda su vida, sus achaques terminaron cuando en 1608 enfermó en un viaje a Bruselas y falleció cuando ya estaba en Lovaina, el 19 de octubre de ese mismo año.
Julio Caro Baroja divide su abundante obra bajo los epígrafes de filología clásica, escriturística, hagiografía, historia, derecho y, en capítulo autónomo, la más famosa de sus obras, Disquisitionum magicarum libri sex, un trabajo sobre magia, brujería y ocultismo publicado el año de su muerte. Esta obra, publicada por primera vez en tres partes entre 1599 y 1600, fue reimpresa al menos 20 veces, convirtiéndose en uno de los libros más conocidos sobre la brujería. Fue editada por última vez en 1755 en Colonia, cuando la caza de brujas había cesado por completo. En las Disquisitionum, Del Río traza una conexión entre brujas y herejes. Del Río también incluyó en esta obra reportes del Nuevo Mundo y otras regiones, lo que revela el alcance global de las fuentes referidas. El libro fue popular tanto entre católicos como entre protestantes, y fue uno de los libros usados en la famosa caza de brujas de Salem, en 1692.
Caro Baroja lo considera uno de los principales tratadistas que contribuyeron a la definición del delito de brujería. En su Disquisitionimum magicarum libri sex, según Julio Caro Baroja, "da una versión del Sabbat, tomando elementos de aquí y allá, citando ora a Nicolas Rémy, ora a Peter Binsfield mismo, ora a los inquisidores antiguos franceses e italianos, etc.". La fama de su libro es comparable al del milanés Francesco Maria Guazzo Compendium maleficarum.
Aparte de las citadas ediciones de clásicos latinos, comentó el Cantar de los Cantares, los Trenos o Lamentaciones del profeta Jeremías y el Génesis, tres importantes libros de la Biblia, reunió una serie de adagios extraídos del Viejo y del Nuevo Testamento, escribió obras de mariología, una biografía de san Aldhelmo, una edición (Amberes, 1600) del primer libro del Commonitorium, un poema en dísticos elegíacos del siglo V atribuido a San Orencio de Auch, presuntamente español, cuyo manuscrito de referencia se ha perdido, y dos obras jurídicas: un estudio sobre la justicia distributiva y otro sobre la transmisión del Digesto y las Instituta. Como historiador, escribió en latín unos Comentarios de las alteraciones de los Estados de Flandes... tras la llegada de Juan de Austria, materia en la que tenía una opinión directa y bien definida y, por supuesto, contrarreformista, que fueron enseguida traducidos al español en 1601; después aparecieron otras obras suyas, también sobre este tema. Aparte hay que citar un par de obras polémicas contra Joseph Justus Scaliger.
Su amigo, el humanista flamenco Justo Lipsio, lo llamó "miraculum nostri aevi / maravilla de nuestro siglo". Pero su contemporáneo y enemigo, Joseph Justus Scaliger, hijo del humanista al que había convertido, escribió: Delrio au prix de moy ne sçait rien... Il est ignorant, ne fait qu’amasser. / Delrío, a mi juicio, no sabe nada... Es ignorante, no hace más que amontonar. La posteridad no fue tan generosa, en línea con la llamada leyenda negra. Para Voltaire, del Río fue el "procurador general de Belcebú"[cita requerida]. Para los autores decimonónicos de la Biografía Nacional de Bélgica, antología de biografías cortas, del Río era una especie de vergüenza. Algunos historiadores modernos, en especial Robert Muchembled, lo acusaron de ser la principal causa de las cazas de brujas en los Países Bajos meridionales[cita requerida]. Muchos historiadores[¿quién?], sin embargo, han notado en del Río una relativa moderación en la cuestión de la Brujería.

### Obras
- Cl. Claudianus, Theod. Pulmanni Cranenburgii diligentia et fide summa, e vetustis codicibus restitutus, Antwerp, Officina Plantiniana, 1571
- Ad Cl. Claudiani V. C. Opera Martín Antonii del Rio Notae, Amberes, Officina Plantiniana, 1572
- C. Ivlii Solini Polyhistor, à Martino-Antonio Delrio emendatvs, Antwerp, Officina Plantiniana, 1572
- In L. Annaei Senecae Cordubensis poetae gravissimi Tragoedias decem, Antwerp, Officina Plantiniana, 1576
- Ex miscellaneorum scriptoribus digestorum, codicis et institutionum juris civilis interpretatio collecta, Paris, Michael Sonnius, 1580
- Syntagma Tragoediae Latinae in tres partes distinctum, Antwerp, Officina Plantiniana, 1593-1595
- Florida Mariana, sive de laudibus sacratissimae Virginis Deiparae panegyrici XIII., Amberes, Officina Plantiniana, 1598
- Disquisitionum magicarum libri VI, Louvain, Gerardus Rivius, 1599-1600
- Sancti Orientii Episcopi Illiberritani Commonitorium, Antwerp, Joaquim Trognaesius, 1600
- Sanct Aldhelmi, Prisco Occidentalium Saxonum Episcopi, Mainz, Joannes Albinus, 1601
- Rolandi Myrtei Onatini I.C. Commentarii de tumulto belgico ab advente Joiannis Austriaci (inéd.)
- Comentarios de las alteraciones de los Estados de Flandes, sucedidas después de la llegada del señor don Iuan de Austria a ellos, hasta su muerte, trad. del lat. por R. de Medina y Marzilla, Madrid, en casa de Pedro Madrigal, 1601
- In Canticum Canticorum Salomonis commentarius litteralis et catena mystica, Lugdvni, Adam Sartorius, 1604
- Epitome decadum XIV Titi Livii, Lugduni, Horatius Cardon, 1606
- Opus Marianum, Lugduni, Horatius Cardon, 1607
- Vindiciae Areopagiticae contra Iosephum Scaligerum Iulii filium, Antverpiae, Officina Plantiniana, 1607
- Commentarius litteralis in Threnos, Lugduni, sumptibus Horatius Cardon, 1608
- Pharus sacrae Sapientiae, seu commentarii et glossae litterales in Genesim, Lugduni, Horatius Cardon, 1608
- Peniculus furiarum elenchi scaligeriani pro societate Jesu, Maldonato et Delrio, auctore Liberio Sanga Verino, Antverpiae, Haeredes Matthianus, 1609
- Rolandi Mirtei Onatini Commentarius rerum in Belgio gestarum à Petro Henriquez Azevedo, comite de Fuentes, Matriti, ex typographia regia, 1610
- Historia Belgica sive Commentarius brevis rerum Belgio gestarum sub tribus eiusdem Gobernatoribus, comité Mansfeltio, Sereníssimo Archiduce Ernesto, etc., Coloniae, Joannes Kinckius, 1611
- Adagialia sacra Veteris et Novi Testamenti, Lungduni, Horatius Cardon, 1612
- De Iure et Iustitia Distributiva, Matriti, 1617
- Q. Ennii poetae vetustissimi fragmenta qua supersunt, Amstelodami, Ex officina Wetsteniana, 1707
- Mémoires de Martin Antoine del Rio sur les troubles des Pays-Bas durant l’administration de Don Juan d’Autriche, 1576-1578, ed. A. Delvigne, Bruxelles, Société de l’histoire de Belgique, 1869-1871
- La magia demoniaca. Libro II de las Disquisiciones Mágicas, ed. J. Moya, Madrid, Hiperión, 1991
- La crónica sobre don Juan de Austria y la Guerra en los Países Bajos (1576-1578), ed. M. A. Echevarría Bacigalupe, Wien-München, Verlag für Geschichte und Politik/R. Oldenbourg Verlag, 2003.[3]